# Wynik finansowy
Wynik finansowy – różnica pomiędzy przychodami a kosztami ich uzyskania obliczona dla określonego przedsiębiorstwa (podmiotu rachunkowości) w wybranym okresie sprawozdawczym. Dodatni wynik finansowy jest nazywany zyskiem, zaś ujemny stratą. Wynik finansowy podzielony przez wartość przychodu, aktywów lub zaangażowanego kapitału jest nazywany rentownością.
Wynik finansowy brutto przedsiębiorstwa ustalony w rachunku zysków i strat tworzonym zgodnie z ustawą o rachunkowości stanowi podstawę naliczenia podatku dochodowego (brutto) oraz w przypadku spółek kapitałowych podstawę określenia wysokości dywidendy.
Wielkość podatku dochodowego obliczona od zysku brutto jest z reguły inna niż ustalone na podstawie przepisów podatkowych zobowiązanie z tytułu podatku dochodowego od osób prawnych. Zysk brutto nie jest równy podstawie opodatkowania. Jest to spowodowane występowaniem przejściowych i stałych różnic między wykazywaną w księgach rachunkowych wartością aktywów i pasywów a ich wartością podatkową. Na przykład nie są kosztem podatkowym odpisy amortyzacyjne w części ustalonej od wartości samochodu przewyższającej 20 000 euro.
Wynik finansowy brutto pomniejszony o podatek dochodowy i inne obowiązkowe obciążenia to wynik finansowy netto.

## Poziomy wyniku finansowego
Wynik finansowy przedsiębiorstwa jest obliczany w rachunku zysków i strat w następujących krokach:
- zysk (strata) ze sprzedaży - równy przychodom pomniejszonym o koszty podstawowej działalności
- zysk (strata) brutto - równy zyskowi (stracie)  ze sprzedaży pomniejszonemu (powiększonemu) o pozostałe koszty (przychody) operacyjne i finansowe,
- zysk (strata) netto - równy zyskowi (stracie) brutto pomniejszonemu o podatek dochodowy.

Przedsiębiorstwa mogą podawać dodatkowe poziomy: 
- zysk (strata) brutto ze sprzedaży - równy przychodom pomniejszonym o koszty sprzedanych produktów, towarów i materiałów,
- zysk (strata) z działalności operacyjnej - równy zyskowi (stracie) ze sprzedaży pomniejszonemu (powiększonemu) o pozostałe koszty (przychody) operacyjne.

## Cechy wyniku finansowego
Wynik finansowy:
- informuje w sposób syntetyczny o finansowym rezultacie działalności gospodarczej przedsiębiorstwa,
- jest efektem decyzji ekonomicznych podejmowanych we własnym zakresie, na własny koszt i ryzyko przez przedsiębiorstwo,
- służy jako baza przy podejmowaniu optymalnych decyzji w zakresie bieżącego gospodarowania,
- jest powszechnie uznanym i stosowanym miernikiem oceny działalności przedsiębiorstwa,
- podlega weryfikacji sprawdzającej rzetelność i prawdziwość dokonanych ustaleń liczbowych
- pokazuje w jakiej sumarycznej wysokości kształtowały się przychody i koszty w minionym okresie
- pokazuje jakie wyniki zostały osiągnięte podczas normalnej działalności gospodarczej, a jakie w wyniku operacji nadzwyczajnych,
- (zysk) jest składnikiem formuł służących do obliczania efektywności gospodarowania,
- jest wielkością ustalaną w rachunku zysków i strat,
- informuje o realizacji bezpośredniego celu działalności przedsiębiorstwa tzn. o ilości i jakości produkowanych wyrobów i świadczonych usług, o tym czy istnieje odpowiednie zapotrzebowanie na wyroby i usługi oraz czy znajdujące się w dyspozycji przedsiębiorstwa środki produkcji są wykorzystywane racjonalnie i efektywnie,
- (zysk) jest głównym źródłem finansowania rozwoju i modernizacji przedsiębiorstwa,
- (zysk) jest źródłem tworzenia funduszy specjalnych dla przedsiębiorstwa i załogi,
- (zysk) jest źródłem finansowania zadań ogólnospołecznych (oświata, ochrona zdrowia, ochrona środowiska),
- (zysk) jest traktowany jako pieniężny odpowiednik wartości wytworzonego i zrealizowanego produktu czystego,
- (zysk) jest bodźcem materialnego zainteresowania,
- (zysk) odzwierciedla efekty w sferze produkcji, jak również w sferze obrotu,
- ma charakter wynikowy.